# Punzonadora

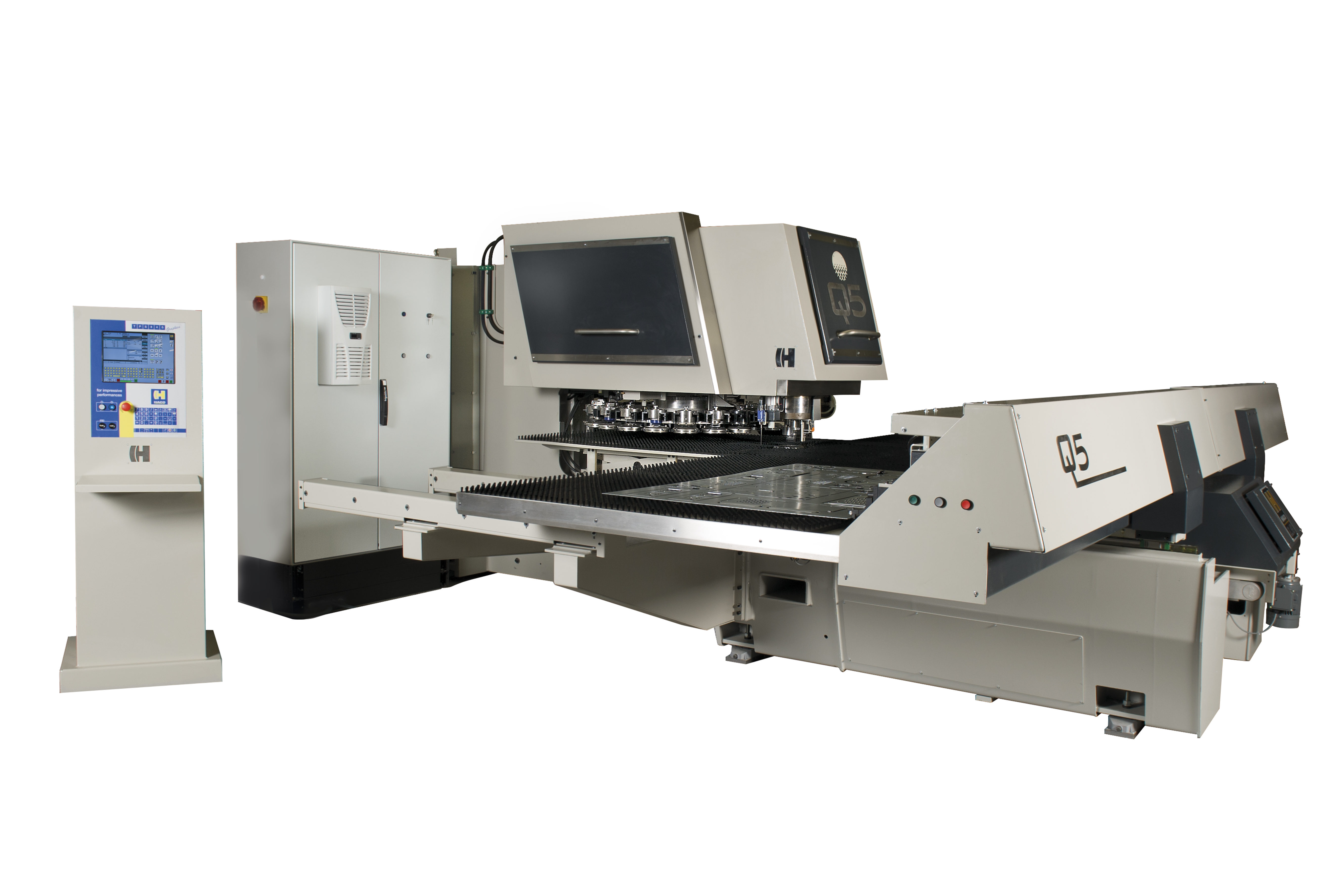

Una punzonadora es un tipo de máquina que se usa para perforar y conformar planchas de diferentes materiales usando un punzón y una matriz a semejanza de una prensa. Estas pueden ser sencillas (comandadas manualmente, con un solo juego de herramientas) o muy complejas (punzonadora CNC, con carga automática, múltiples herramientas).
La punzonadora generalmente trabaja partiendo de formatos de chapa metálica, pero también la hay que parte de bobinas. El punzonado desde bobinas brinda gran eficiencia y desde chapa otorga gran flexibilidad. Trabajar partiendo desde bobina es recomendado para series muy grandes de producción, donde se utiliza siempre el mismo material y el ancho de la bobina coincide generalmente con el ancho de la pieza. Tiene la ventaja de que el material solo circula en una dirección con lo cual se evitan rozaduras en la chapa y desplazamiento innecesarios.ver enlace

## Fuerza y trabajo de corte
Fc=p·e·Rd
Wo=X·Fc·e
donde:
Fc Fuerza de corte que se tiene que aplicar para producir el punzonado
p Desarrollo del corte (perímetro de la geometría a cizallar)
e Espesor de la chapa
Rd Tensión de cizallado2
Wo Trabajo de corte
X Factor que tiene en cuenta la irregularidad de la fuerza de corte (Varia entre 0.5-0.8)

## Tolerancia de corte de la matriz
Para realizar un agujero de una dimensión concreta en una chapa de un espesor determinado el punzón debe tener la misma dimensión que el agujero deseado y la matriz deberá tener una dimensión un poco mayor.
Esa diferencia de dimensiones es conocida como tolerancia de corte de la matriz. Es muy importante que la tolerancia de corte de la matriz este uniformemente repartida alrededor de la medida del punzón incluso en las esquinas.
La tolerancia de corte adecuada es aquella que hace coincidir las fracturas de corte generadas por el punzón y por la matriz.
Si utilizamos una matriz con tolerancia demasiado ajustada se crearán dos fracturas que no se encontrarán.
Inconvenientes de una tolerancia demasiado ajustada:
- Al ser la tolerancia menor implicará que sea necesaria mayor fuerza para cortar
- El utillaje puede sufrir un mayor desgaste por el hecho de necesitar más fuerza en la operación de corte.
- Podría llegar a crear más rebabas por laminación.
- Es necesaria mayor fuerza de extracción.

Por otro lado, si utilizamos una tolerancia demasiado grande se generará una curvatura mayor alrededor del agujero y las rebabas serán mayores.

### Cálculo de la tolerancia de corte
La tolerancia de corte adecuada de una matriz varía con el espesor y con el tipo de material de la chapa (normalmente se obtiene de un porcentaje con relación al espesor de la chapa).
Como regla general se puede establecer que a mayor esfuerzo de corte del material y mayor espesor de chapa la tolerancia de corte debe ser mayor. Por ejemplo, para chapas de un mismo espesor se necesitará una tolerancia de corte mayor para el inoxidable que para una de acero o de aluminio. Por otro lado una chapa de 6 mm de espesor necesitará más tolerancia que una chapa de 1 mm.
Los valores de la tolerancia pueden variar desde un 15% a un 25% del espesor de material en función del espesor y tipo de material. Como regla general se podría aplicar como tolerancia de corte un 15% para el aluminio, un 20% para el acero y un 20-25% para el inoxidable.
Beneficios de utilizar una tolerancia de corte adecuada:
- Menor rebaba y curvatura en los agujeros
- Agujeros más uniformes y cortes más limpios
- Piezas punzonadas más planas, con menos deformaciones
- Mayor precisión entre agujeros
- Mayor vida del utillaje (punzón y matriz)
- Mejor extracción del punzón
- Menor adhesión del material punzonado en las paredes del punzón

## Problemas del punzonado
En este apartado se describen los problemas consecuencia del método de conformación por punzonado.

### Problema de subida de retales
Este problema se da en la Punzonadora CNC, debido a que la tecnología de las nuevas punzonadoras permite que estas puedan dar muchos golpes por minuto. Estas altas velocidades de punzonado pueden provocar que el retal del agujero punzonado tienda a subir hacia arriba. Esto puede provocar varios problemas en una punzonadora CNC.

### Problemas de extracción
Hay que tener en cuenta cuando se realiza un punzonado y debido a la elasticidad del material la chapa tiende a comprimirse contra las paredes del punzón. Por este motivo es necesario que algún elemento ejerza una fuerza ascendente suficiente para que ayude al punzón a salir de la chapa. Dependiendo del tipo de punzonadora esta fuerza proviene de 2 fuentes distintas.

### Problemas de adhesión del material en el punzón
Este tipo de problema se produce debido a varios factores. Cuando se realizan varios punzonados la temperatura de punzón aumenta. Teniendo en cuenta que cuando se realiza un agujero hay parte del material que es arrancado es normal que ciertas partículas de chapa queden sueltas. Si además, existe una compresión del material contra las paredes del punzón es fácil que esas partículas se queden adheridas al punzón. Este tipo de problemas dependerá del mucho del tipo de material que se esté punzonando. Si se punzona aluminio o inoxidable las probabilidades serán mayores que si se punzona acero.
Las acciones para reducir este problema son parecidas a las aplicadas para reducir los problemas de extracción:
- Reducir la presión que ejerce la chapa sobre las paredes del punzón
- Incrementar la tolerancia de la matriz.
- Mantener bien afilado punzón y matriz
- Utilizar lubrificación de utillaje (ABS) y/o de chapa.
- Reducir la velocidad de punzonado y/o cambiar la secuencia de punzonado de forma que no se realicen muchos punzonados seguidos (de esta forma la temperatura no aumentará tan rápido).
- Aplicar ciertos tratamientos como el nitrurado o recubrimientos de titanio a los punzones. Este tipo de acción provoca que el coeficiente de fricción del propio punzón se reduzca. De esta forma será más difícil que las partículas de material se puedan adherir a las paredes laterales del punzón.

### Problemas de tonelaje
Es importante saber que tonelaje va a ser necesario cuando realicemos un agujero para no sobrepasar el tonelaje máximo de la punzonadora (en caso contrario podríamos ocasionar daños al utillaje o a la máquina).
El tonelaje necesario depende del perímetro de corte del punzón, del espesor de la chapa y del esfuerzo de corte del material a puncionar.

### Problemas de afilado y vida del utillaje
Esta es una cuestión complicada ya que intervienen muchas variables como el espesor y el tipo de chapa que se está punzonando.
A continuación se enumera una lista de variables que afectan a la vida del utillaje:
- Cuanta más fuerza sea necesaria más se desgastará el utillaje.
- Uso correcto de las tolerancias. Si las tolerancias no son correctas y las fracturas no se encuentran el utillaje deberá realizar más esfuerzos para realizar un agujero. La tolerancia debe estar uniformemente repartida.
- Problemas de alineación, puede existir un problema de alineación entre punzón y matriz achacable a la punzonadora (los centros del punzón y de la matriz no coincidan y/o que la posición angular de estos no sea correcta).
- Problema en las chavetas y chaveteros de la máquina.
- Mal montaje por parte del operario.
- El mecanismo del index, que permite girar los utillajes este desfasado entre punzón y matriz.

Las soluciones a este problema son:
- Mantener los utillajes en las mejores condiciones de corte posibles. Para ello es necesario rectificarlos frecuente y adecuadamente
- Lubrificación de los punzones, las guías y la chapa. Está demostrado, y de hecho en algunas punzonadoras es estándar y en otras opcional, que la lubrificación del utillaje (ABS) aumenta la vida del utillaje. También en muchas punzonadoras se puede instalar un sistema de lubrificación de la chapa.
- Mecanizar radios de construcción en las esquinas de los utillajes puede aumentar la vida de los utillajes. Por ejemplo en ciertas esquinas de algunos triángulos o en esquinas de cuadrados o rectangulares cuando se está punzonando chapa de cierto grosor.
- Aplicando afilados especiales a los punzones (para ciertas aplicaciones es posible aumentar la vida del utillaje).
- Aplicar tratamientos como el nitrurado o aplicar recubrimientos que aumenten la dureza y reduzcan el coeficiente de fricción.